# Kumharsain
Lo Stato di Kumharsain fu uno stato principesco del subcontinente indiano, avente per capitale la città di Kumharsain.

## Storia
Raja Kirat Singh fondò lo stato di Kumharsain nell'XI secolo. Già stato feudatario di Bashahr, lo stato subì come gran parte della regione l'occupazione dei nepalesi ed alla liberazione dai gurkha nel 1815, divenne un protettorato della Corona britannica, ricevendo un sanad nel febbraio del 1816, ma nel contempo perdette i propri stati tributari di Bharauli e Madhan. I rana che formalmente continuarono a guidare lo stato, ottennero il permesso dal governo inglese in India di mantenere un esercito di 45 uomini e 1 cannone.
Nel 1947, all'epoca dell'indipendenza indiana, divenne parte dell'Unione dell'India, perdendo la propria autonomia.

### Regnanti
I regnanti locali avevano il titolo di rana.

#### Rana
- ???? -  1725 Ajmir Singh (49° Rana)
- 1725 -  1755 Anup Singh (50° Rana)
- 1755 -  1789 Dalip Singh (51° Rana)
- 1789 -  1803 Govardhan Singh (52° Rana)
- 1803 -  1816 Kehar Singh (53° Rana)
- 1816 -  1839 Kehar Singh (2ª volta)
- 1840 -  1858 Pritam Singh (54° Rana)
- 1858 -  1874 Bhawani Singh (55° Rana)
- 1874 -  1914 Hira Singh (56° Rana)
- 1914 –  1945 Vidyadhar Singh (57° Rana)
- 1945 -  1947

#### Rana titolari
- 1947 - 1996 Sumeshawar Singh (58° Rana)
- 1996 - oggi Surendra Singh (59° Rana)